# Umbul Rejo
Umbul Rejo is een bestuurslaag in het regentschap Gunung Kidul van de provincie Jogjakarta, Indonesië. Umbul Rejo telt 6445 inwoners (volkstelling 2010).